# Кулаков, Анатолий Алексеевич
Анатолий Алексеевич Кулаков (род. 18 октября 1948 года) — российский хирург, специалист в области челюстно-лицевой хирургии, член-корреспондент РАМН (2011), академик РАН (2016).
Выпускник стоматологического факультета Архангельского медицинского института.
Директор Центральный НИИ стоматологии и челюстно-лицевой хирургии, заведующий кафедрой стоматологии факультета послевузовского профессионального образования врачей МГМУ имени И. М. Сеченова.
В 2011 году — избран членом-корреспондентом РАМН.
В 2014 году — стал членом-корреспондентом РАН (в рамках присоединения РАМН и РАСХН к РАН).
В 2016 году — избран академиком РАН (Отделение медицинских наук РАН).

## Награды
- Премия Правительства Российской Федерации в области науки и техники (2006) — за разработку и внедрение реконструктивных операций и методов имплантаций при устранении врожденных и приобретенных дефектов и деформаций челюстно-лицевой области
- Заслуженный деятель науки Российской Федерации (2010)[3]
- Почётная грамота Российской академии наук (1 октября 2024) — за многолетний плодотворный труд, значительный вклад в развитие медицинской науки в области челюстно-лицевой хирургии и дентальной имплантологии, успешную научно-организационную деяиельность, подготовку научных кадров высшей квалификации и в связи с юбилеем